# Lọc máu ngoài thận
Lọc máu ngoài thận là một trong 2 phương pháp điều trị cho bệnh nhân suy thận. Phương pháp còn lại là ghép thận. Lọc máu ngoài thận có 2 phương pháp là: lọc cầu tay và lọc ổ bụng. Bệnh nhân phải lọc suốt đời.

## Lọc cầu tay
Lọc cầu tay là một phương pháp điều trị phổ biến thường được dùng cho bệnh nhân suy thận.
Bệnh nhân muốn điều trị bằng phương pháp này phải mổ cầu tay nối động mạch quay với tĩnh mạch quay để tạo áp lực lớn ở tay để lấy máu ra để lọc. Lúc lọc bệnh nhân được bác sĩ dùng kim FAV chọc vào cầu tay để lấy máu ra lọc.Phương pháp này gọi là thận nhân tạo
Cho máu bệnh nhân chảy vào những ống dẫn của máy lọc thận. Máu sẽ tiếp xúc với chất dịch do máy sản xuất qua một màng nhân tạo. Sau khi được lọc hết chất độc, máu lại được tiêm trả lại cho bệnh nhân. Máy lọc cũng tự động rút khỏi cơ thể một lượng nước nhất định. Mỗi lần chạy thận kéo dài 4-5 giờ. Nếu suy thận mạn, bệnh nhân phải lọc máu 3 lần mỗi tuần.

## Lọc ổ bụng
Dùng ngay màng bụng của bệnh nhân để lọc. Bệnh nhân được bơm một chất dịch tự nhiên qua ống thông vào ổ bụng (ống thông đã được cố định vĩnh viễn vào thành bụng). Cứ 30 phút một lần, bơm dịch vào ổ bụng rồi hút dịch ra bằng máy.
Có thể lọc liên tục ngoại trú hoặc gián đoạn. Lọc màng bụng liên tục ngoại trú chỉ dùng để điều trị suy thận mạn tính, được thực hiện hằng ngày, mỗi lần 4 giờ. Lọc màng bụng gián đoạn có thể áp dụng cho một số trường hợp suy thận cấp, thực hiện 3 lần/tuần, mỗi lần 12 giờ.
Nếu có điều kiện, bệnh nhân có thể lọc máu ngoài thận tại nhà. Muốn vậy, nhà cửa phải rộng rãi để chứa được các máy móc, dụng cụ; bệnh nhân và người nhà phải được huấn luyện để nắm vững kỹ thuật lọc máu nhân tạo. Thời gian huấn luyện kéo dài 2-3 tháng (đối với chạy thận nhân tạo) hoặc 8-15 ngày (đối với kỹ thuật lọc màng bụng).

## Dịch lọc
Dịch lọc chung cho cả hai phương pháp là: nướcRo và bột HD-FI.tỉ lệ là 659,3g bột/12l nước

## Chế độ ăn uống
Vì bệnh lý suy giảm chức năng thận nên bệnh nhân cần hạn chế nước, hoa quả vì nó nhiều kali rất nguy hại cho tim và urecó nhiều trong thịt cá.